# Sankt Margarethen, Steinburg
Sankt Margarethen là một đô thị ở huyện Steinburg, bang Schleswig-Holstein, Đức. Đô thị này có diện tích 13,24 km², dân số thời điểm 31 tháng 12 năm 2006 là 986 người.